# リュウグウノヒメ
リュウグウノヒメ（Pterycombus petersii, 英: Peter's fanfish）は、スズキ目シマガツオ科の海水魚である。
1878年、新種として記載される。1913年、「リュウグウノツカイ」という和名が提唱されるが、この和名はアカマンボウ目のRegalecus russelliにすでに与えられており、1938年に「リュウグウノヒメ」という和名が提唱された。食用にはしない。

## 分布
西太平洋、赤道付近の中央太平洋、西インド洋、南アフリカの大西洋岸。
日本国内では沖縄県を除く各地で散発的に見られる、深海性の稀な種である。秋田県、駿河湾、新島、萩、三重県、九州・パラオ海嶺から知られる。

## 形態
体長40センチ。銀白色の体は長く、著しく側偏する。体高は高い。口は上向きで、鋤骨と口蓋骨に歯がない。
臀鰭基部は胸鰭基部の下あたりから、背鰭基部は眼の後方あたりから始まる。体長20センチ程度の若魚では背鰭および臀鰭は大きく広いが、成長するにつれて狭くなる。背鰭および臀鰭は折りたたんで鱗鞘という溝に収納できる。背鰭および臀鰭の鰭膜は黒色。
背鰭:47-49軟条。胸鰭:19-22軟条。臀鰭:37-40軟条。側線鱗:47-50。鰓耙:6-7。脊椎骨数:45-47。

## 生態
普通は水深300から500メートルに生息。稀に浅い所で見つかることがある。富山県では4月から5月に獲れる回遊魚であるとする文献もある。
マグロ類の胃の中から見つかる。